# 富士吉田警察署
富士吉田警察署（ふじよしだけいさつしょ）は、山梨県警察が管轄する警察署の一つである。
管区機動隊が配備されている。

## 管轄区域
- 富士吉田市全域
- 南都留郡
  - 富士河口湖町全域
  - 鳴沢村全域
  - 忍野村全域
  - 山中湖村全域
- 南巨摩郡
  - 身延町（本栖地域のみ）

## 沿革
- 1883年（明治16年） - 谷村警察署吉田分署に昇格。
- 1919年（大正8年）4月 - 吉田警察署に昇格。
- 1948年（昭和23年）3月7日 - 旧警察法の施行に伴い、山梨県国家地方警察の吉田地区警察署と自治体警察の吉田町警察署に分割。
- 1954年（昭和29年）7月1日 - 警察法の改正に伴い、山梨県警察の「富士吉田警察署」と改称。
- 1969年（昭和44年）3月 - 山梨県富士吉田市松山911に新築移転。
- 2019年（平成31年）4月1日 - 現在地に新築移転。

## 交番

### 富士吉田市
- 富士山駅前交番（富士吉田市上吉田2丁目4-11）
- 明美交番（富士吉田市小明見5丁目9-6） - 2025年4月 上暮地駐在所・明見第一駐在所・明見第二駐在所を統合して開所

### 富士河口湖町
- 河口湖交番（南都留郡富士河口湖町船津3632-2）

## 駐在所

### 富士河口湖町
- 河口駐在所（南都留郡富士河口湖町河口1133）
- 本栖駐在所（南都留郡富士河口湖町本栖18）

### 鳴沢村
- 鳴沢駐在所（南都留郡鳴沢村3759-1）

### 忍野村
- 忍野駐在所（南都留郡忍野村忍草1415-2）

### 山中湖村
- 山中湖駐在所（南都留郡山中湖村平野506-296）

### 廃止された駐在所
- 上暮地駐在所（富士吉田市上暮地1丁目19-3） - 2025年4月 明美交番に
- 明見第一駐在所（富士吉田市大明見1丁目1-1） - 2025年4月 明美交番に
- 明見第二駐在所（富士吉田市小明見5丁目9-6） - 2025年4月 明美交番に

## 警備艇
- 河口湖、山中湖、本栖湖に各一隻ずつ警備艇を配置している（第2ふじざくら他二隻）。

## 主な事件
- 東富士五湖道路のり面における死体遺棄事件 - 未解決